# Peltigera britannica
Peltigera britannica är en lavart som först beskrevs av Gyeln., och fick sitt nu gällande namn av Holt. -Hartw. & Tønsberg. Peltigera britannica ingår i släktet Peltigera och familjen Peltigeraceae.  Arten är reproducerande i Sverige. Inga underarter finns listade i Catalogue of Life.